# Aphelandra prismatica
Aphelandra prismatica é uma espécie de  planta do gênero Aphelandra e da família Acanthaceae.

## Taxonomia
Os seguintes sinônimos já foram catalogados:  
- Ruellia prismatica  Vell.
- Aphelandra hydromestus  (Nees) Hemley
- Aphelandra lurida  Rizzini
- Aphelandra prismatica stenophylla  Rizzini
- Hydromestus maculatus  Scheidw.
- Lagochilium hydromestus  Nees
- Ruellia quadrangularis  Vell.
- Strobilorhachis glabra  Klotzsch
- Strobilorhachis prismatica  (Vell.) Nees

## Forma de vida
É uma espécie terrícola, arbustiva e subarbustiva.

## Conservação
A espécie faz parte da Lista Vermelha das espécies ameaçadas do estado do Espírito Santo, no sudeste do Brasil. A lista foi publicada em 13 de junho de 2005 por intermédio do decreto estadual nº 1.499-R.

## Distribuição
A espécie é encontrada nos estados brasileiros de Bahia, Espírito Santo, Minas Gerais, Rio de Janeiro e São Paulo.
A espécie é encontrada no domínio fitogeográfico de Mata Atlântica, em regiões com vegetação de floresta ombrófila pluvial.